# オーストリアケーブルカー火災事故
オーストリアケーブルカー火災事故（オーストリアケーブルカーかさいじこ）は、2000年11月11日、オーストリアのカプルンにあるケーブルカー「Gletscherbahn 2」のトンネル内で発生した列車火災事故である。
この災害により乗客乗員155人が死亡し、12人が生還した。キッツシュタインホルンのスキー場に行く途中の事故であった。

## ケーブルカーの概要
"Gletscherbahn 2" はカプルンとキッツシュタインホルンとを結んでいるケーブルカーであり、1974年に開通、1994年に車両が更新された。路線は全体で3,900mあり、ふもと側のカプルンから600mほどは屋外を橋梁で通り、そこから3,300mがトンネル部分であり、片道の所要時間は約8分半である。
このケーブルカーは、1本の鋼索の両端に2つの編成を繋ぎ、両方の編成がすれ違う中間地点以外の線路を共用する単線交走式（つるべ式）と呼ばれる形式である（ケーブルカー#方式も参照）。スキー客を大量に輸送するため、1編成は3両連結となっており、編成の全長は29m。各編成ごとに最大180人を一度に運ぶことができるものであった。編成の先頭の運転室に1名の乗務員が乗っていたが、ドアの開け閉めをするだけの役割であった。

## 事故概要
火災は、上りの車両がトンネルに入ってまもなく、最後尾の下降時用運転室（上昇時には使われず、火災発生時は無人）から発生した。
駅を出発し20mほどで、一部の乗客は火災に気がついた。乗務員に知らせようとしたが、火災が発生した箇所とは反対の先頭運転室にいた乗務員への連絡手段がなかった。携帯電話で連絡をしようと試みるも、直後に車両がトンネル内に進入したため通話圏外となり、結果乗務員は火災の初期の段階でそれに気付くことはなかった。火炎によってすぐ近くのブレーキパイプが破損、ケーブルカーへはブレーキの圧力伝達のため120リットルのオイルが搭載されており、そのオイルが大量に床へ流れ出して火災は激しさを増し、運転室操作盤付近より上方へ広がったため、客室内はパニック状態になった。また火災によって油圧系統の油も漏れ、油圧が低下したことにより自動停止装置が作動、トンネルに入って約600ｍの場所で停止した。乗客はスキーのストックを使ってアクリル製の窓ガラスを割ろうと試みたが、最後尾の一部の窓が破られただけであった。その後、火災に気づいた運転手が、非常用バッテリーを使用してドアを開放したので、残る全員がケーブルカーの外に出た。
この時、最初に破られた窓から脱出した、ドイツ人の男性消防士は、煙突効果により上昇する煙を避け、敢えて炎を突っ切って下へ避難した方が助かることを経験上知っていたので、窓から脱出した乗客へ下に向かうよう促した。ドア開放後も、消防士は引き続き乗客を下の方へ誘導しようと試み、それらに従った乗客（消防士含め12名）は避難用の階段をスキーブーツで下って生還した。反対に、上方に向かって逃げた150名（乗客149名と乗務員1名）は、火元から発生した有毒ガスと一酸化炭素に巻かれて死亡した。傾斜30度の急勾配のトンネル内を、火災により暖められた空気が煙突効果により上昇したためで、死亡者の多くは車両から15m以内で倒れており、最も遠方まで逃げた乗客でも142m（14歳の日本人男性）で死亡していた。
火災車両以外にも、火災発生時に下り方面へ向かっていた編成内にいた2名（乗務員と乗客各1名）と、山上側の駅に閉じ込められていた4名のうち従業員の3名が、トンネル内を上昇してきた有毒ガスにより巻き添えで死亡した。
延焼を免れた下りケーブルカーの車体調査から、運転室内を暖めるため、列車改修時に家庭用電気ファンヒーター（取扱説明書には「車両では使用しないこと」と記載されていた）が設置されていたことが判明。このファンヒーターの電熱線に、その設置部直背を走る油圧系統から漏れた油が引火したのが火災発生の原因と推定されている。また、火災を想定した客室内の消火器などの設備や、車内放送設備・緊急連絡装置すらなく、乗客・乗員間の緊急連絡や誘導・指示なども不可能な状態であった。

## 犠牲者と事故後の経過
- 死者計155人[18]
  - オーストリア93人
  - ドイツ37人
  - 日本10人
  - アメリカ8人
  - スロベニア4人
  - オランダ2人
  - チェコ1人

ドイツ人の死者の中には、女子モーグル代表で1999年フリースタイルスキー世界選手権デュアルモーグル女王のサンドラ・シュミットも含まれていた。また、日本人の死者の中に福島県の猪苗代町立猪苗代中学校のスキー部員5人と引率のスキー部員の父親1人、慶應義塾大学のスキー部員2人も含まれていた。
事故後、ケーブルカーの運行は再開されることなく、トンネルは閉鎖されている。スキー場への交通手段は既設のゴンドラリフト「Gletscherbahn Kaprun 1」およびケーブルカー火災後に新設された24人乗りのロープウェー「Gletscherjet」が使われている。ゲデンクシュテッテという追悼施設がカプルン駅近くに建設された。2014年には、ケーブルカー地上部分の駅と橋梁が撤去された。現在では閉鎖されたトンネルの出入口と、橋梁が建っていた跡を示す木々の隙間が、ケーブルカーの名残を留めるのみとなっている。

## 裁判
2004年2月19日、オーストリア・リンツ高等裁判所のマンフレート・ザイス裁判長は、火事を招いたという容疑の証明が不十分として、会社役員、技術担当者、政府検査官ら16人に対して無罪を言い渡した。

## 各国の事故対策

### 日本
この事故の発生後、運輸省（現在の国土交通省）が全国の鉄道など215事業者に火災対策について安全総点検を行うよう指示。北海道旅客鉄道（JR北海道）、日本貨物鉄道（JR貨物）、名古屋鉄道など17事業者に避難誘導や設備に以下のような不適切なものが見つかった。
- JR北海道：トンネル内避難誘導灯の球切れ
- JR貨物：消火器の期限切れ
- 名古屋鉄道：車両用通報設備の不具合

### フランス
この事故の発生後、ケーブル鉄道の安全点検が実施された。

## その他
オーストリアのノーベル文学賞受賞者、エルフリーデ・イェリネクがこの災害を題材として戯曲『アルペンにて』（原題：In den Alpen）を書き上げた。